# Callia lissonota
Callia lissonota là một loài bọ cánh cứng trong họ Cerambycidae.